# Crematogaster karawaiewi
Crematogaster karawaiewi är en myrart som beskrevs av Menozzi 1935. Crematogaster karawaiewi ingår i släktet Crematogaster och familjen myror. Inga underarter finns listade i Catalogue of Life.